# Brachygastra mouleae
Brachygastra mouleae är en getingart som beskrevs av Richards 1978. Brachygastra mouleae ingår i släktet Brachygastra och familjen getingar. Inga underarter finns listade.